# Martinski Vrh
Martinski Vrh – wieś w Chorwacji, w żupanii karlowackiej, w gminie Ribnik. W 2011 roku liczyła 21 mieszkańców.